# فرودگاه محلی ولدوستا
فرودگاه محلی ولدوستا (به انگلیسی: Valdosta Regional Airport) یک فرودگاه همگانی با کد یاتا VLD است که یک باند فرود آسفالت دارد و طول باند آن ۲۴۳۹ متر است. این فرودگاه در کشور ایالات متحده آمریکا قرار دارد و در ارتفاع ۶۲ متری از سطح دریا واقع شده است.